# Archaeotinodes securiferus
Archaeotinodes securiferus is een fossiele soort schietmot uit de familie Ecnomidae.